# Johann Leonhard Späth
Johann Leonhard Späth (* 11. November 1759 in Augsburg; † 31. März 1842 in München) war ein deutscher Mathematiker, Physiker und Forstwissenschaftler.

## Leben
Johann Leonhard Späth wurde als einziger Sohn des Johann Georg Späth, der beim Verlag Albrecht Schmids Seel. Erben tätig war, geboren. Johann Leonhards Vater sorgte, trotz eines bescheidenen Einkommens, bereits früh dafür, dass sein Sohn Privatunterricht erhielt.
Späth besuchte das Gymnasium bei St. Anna und absolvierte ab 1775 auf Empfehlung des Rektors dieser Schule eine Lehre mit anschließender Weiterbeschäftigung in der Werkstatt des bekannten Präzisionsmechanikers Georg Friedrich Brander in Augsburg. 1785 begann er ein Studium an der Universität Altdorf, wo er unter anderem Mathematik-Vorlesungen von Johann Tobias Mayer besuchte. 1787 verließ er Altdorf und besuchte verschiedene Städte in Deutschland. Während eines Aufenthalts bei dem Mathematiker und Physiker Carl Friedrich Hindenburg in Leipzig erreichte ihn der Ruf, in Altdorf die Nachfolge von J. T. Mayer anzutreten. Seit 1788 war er dort Professor für Mathematik und Physik. 1795 wurde er außerdem Professor für Forstwissenschaft. Nach der Schließung der Universität im Jahr 1809 wechselte er nach München, wo er Professor an einem Lyzeum wurde. 1812 erhielt er den Titel königlich bayerischer Hofrat, und 1826 wurde er erster Professor für Mathematik an der nach München verlegten Ludwig-Maximilians-Universität. Diese Stellung hatte er bis zu seinem Tod im Jahr 1842. 1824 wurde er als außerordentliches Mitglied in die Bayerische Akademie der Wissenschaften aufgenommen, seit 1834 war er ordentliches Mitglied. Außerdem war er Mitglied der Churmainzischen Akademie der Wissenschaften.
Seit dem 13. Oktober 1789 war Späth mit Sybille Wilhelmine Sophie Bauerreis verheiratet.
Späth verfasste mehr als sechzig Schriften über praktische Geometrie, Physik der Gase und Flüssigkeiten, Statik, Magnetismus, Elektrizität, Optik, Geodäsie, Astronomie, über die Anwendung der Mathematik und physikalischen Chemie auf das Forstwesen sowie über technische Fragen und Probleme der Verwaltung.

## Werke (Auswahl)
- Abhandlung zu Berechnung des Grades der Genauigkeit, mit welcher auf einem Mauerquadranten nach Joh. Birds und G. F. Brandners Theilungsmethode die Abtheilung der Theilkreise für die 90. und 96. Theil vollführt werden kann. Leipzig 1788
- Analytische Untersuchungen über die Zuverlässigkeit, mit welcher ein Landmesser vermittelst verschiedener Geometrischer Werkzeuge Winkel und Linien abmessen kann. Altdorf, Nürnberg 1789
- Photometrische Untersuchung über die Deutlichkeit, mit welcher wir entfernte Gegenstände vermittelst dioptrischer Fernröhren beobachten können. Leipzig 1789
- Geodäsie, oder Anweisung zum Feldmessen zum Gebrauch auf Schulen. Altdorf, Nürnberg 1790
- Abhandlung über Electrometer. Altdorf, Nürnberg 1791
- Diff. de observatione eclipsium fatellitum Iovis. Altdorf 1795
- Photometrische Untersuchungen über die Beobachtung der Verfinsterung der Jupiters-Monde. In: Bode's Sammlungen für das Jahr 1795 (S. 153–160)
- Über die örtliche, progressive Wachstums-Zunahme der Waldbäume, in Anwendung auf den möglichsten Ertrag eines Waldbodens. Nürnberg 1796
- Abhandlung über die periodischen Durchforstungen oder über den regulairen, nach dem Locale geordneten Plänterhieb in unseren Hochwaldungen. Für Forstmänner und Cammeralisten. Nürnberg 1802
- Charte vom Nürnbergischen Gebiet als integrirenden Theil der Königl. Bayrischen Staaten in Franken.